# Aek Sipitudai
Aek Sipitudai is een bestuurslaag in het regentschap Samosir van de provincie Noord-Sumatra, Indonesië. Aek Sipitudai telt 1462 inwoners (volkstelling 2010).